# Borów (powiat krasnostawski)
Borów – wieś w Polsce położona na Wyniosłości Giełczewskiej w województwie lubelskim, w powiecie krasnostawskim, w gminie Gorzków. Przez miejscowość przepływa rzeka Żółkiewka, dopływ Wieprza.
W latach 1954–1959 wieś należała i była siedzibą władz gromady Borów, po jej zniesieniu w gromadzie Borówek. W latach 1975–1998 miejscowość należała administracyjnie do województwa zamojskiego.
Wieś stanowi sołectwo gminy Gorzków. Według Narodowego Spisu Powszechnego (III 2011 r.) wieś liczyła 213 mieszkańców.

## Wspólnoty wyznaniowe
- Wierni kościoła rzymskokatolickiego należą do parafii w Gorzkowie[9]
- Świadkowie Jehowy: zbór, Sala Królestwa[10].